# Dziekanka (Gniezno)

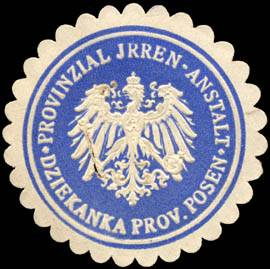
Siegelmarke der Provinz-Irrenanstalt

Dziekanka (deutsch Dekanat, von 1939 bis 1945 Tiegenhof) ist eine heute zu Gniezno (deutsch Gnesen) gehörende Siedlung in der Woiwodschaft Großpolen.
1894 wurde hier eine psychiatrische Anstalt des Kreises eingerichtet. 1939 wurde sie in Gauheilanstalt Tiegenhof umbenannt. Heute befindet sich dort eine Nervenklinik (Wojewódzki Szpital dla Nerwowo i Psychicznie Chorych Dziekanka).